# Coricia (mitología)
En la mitología griega, Coricia (en griego: Κωρύκια, Korýkia) fue una ninfa madre de Licoro. Es citada por Pausanias:
«Esta ciudad [Delfos] fue anegada por las lluvias que cayeron en tiempos de Deucalión. Los hombres que pudieron escapar al diluvio se pusieron a salvo en las cimas del Parnaso por los aullidos de los lobos, teniendo como guías de la marcha a estos animales, y la ciudad que fundaron la llamaron Licorea por este motivo. Se cuenta también otra leyenda diferente de la anterior: que Apolo tuvo un hijo de la ninfa Coricia, llamado Licoro, y por Licoro fue llamada la ciudad Licorea, y por la ninfa, la cueva Coricio».
Coricia era una de las ninfas de los manantiales del antro Coricio, que fue nombrado así en su honor. A Coricia se la relaciona con Cleodora y Melena pues son descritas como ninfas vinculadas al monte Parnaso de Fócida. Mencionadas en plural, las ninfas Coricias son descritas como hijas del río Plisto.